# Les Hermaux
Les Hermaux sont une commune française, située dans l'ouest du département de la Lozère en région Occitanie.
Exposée à un climat de montagne, elle est drainée par le Doulou, le Doulounet, la Barthe, le ruisseau du Taillat et par divers autres petits cours d'eau. Incluse dans le parc naturel régional de l'Aubrac, la commune possède un patrimoine naturel remarquable : un site Natura 2000 (le « plateau de l'Aubrac ») et quatre zones naturelles d'intérêt écologique, faunistique et floristique.
Les Hermaux sont une commune rurale qui compte 103 habitants en 2022, après avoir connu un pic de population de 686 habitants en 1846.  Ses habitants sont appelés les Hermalziens ou  Hermalziennes.

## Géographie

### Localisation
La commune est située dans le sud-ouest du département de la Lozère, dans le Massif central en Aubrac.

### Communes limitrophes
Les communes limitrophes sont  Les Salces, Saint-Germain-du-Teil, Saint-Pierre-de-Nogaret et Trélans.
| Trélans                 |             | Les Salces            |
| Saint-Pierre-de-Nogaret | des Hermaux |                       |
|                         |             | Saint-Germain-du-Teil |

### Climat
Pour des articles plus généraux, voir Climat de l'Occitanie et Climat de la Lozère.
En 2010, le climat de la commune est de type climat de montagne, selon une étude s'appuyant sur une série de données couvrant la période 1971-2000. En 2020, Météo-France publie une typologie des climats de la France métropolitaine dans laquelle la commune est exposée à un climat de montagne ou de marges de montagne et est dans la région climatique Sud-est du Massif Central, caractérisée par une pluviométrie annuelle de 1 000 à 1 500 mm, minimale en été, maximale en automne.
Pour la période 1971-2000, la température annuelle moyenne est de 7,9 °C, avec une amplitude thermique annuelle de 15,2 °C. Le cumul annuel moyen de précipitations est de 1 235 mm, avec 10,8 jours de précipitations en janvier et 6,6 jours en juillet. Pour la période 1991-2020, la température moyenne annuelle observée sur la station météorologique la plus proche, située sur la commune du Buisson à 15 km à vol d'oiseau, est de 8,0 °C et le cumul annuel moyen de précipitations est de 875,6 mm,. Pour l'avenir, les paramètres climatiques de la commune estimés pour 2050 selon différents scénarios d'émission de gaz à effet de serre sont consultables sur un site dédié publié par Météo-France en novembre 2022.

### Milieux naturels et biodiversité

#### Espaces protégés
La protection réglementaire est le mode d’intervention le plus fort pour préserver des espaces naturels remarquables et leur biodiversité associée,.
La commune fait partie du parc naturel régional de l'Aubrac, créé par décret le 23 mai 2018 et occupant une superficie de 220 284 ha. Région rurale de moyenne montagne, l’Aubrac possède un patrimoine encore bien préservé. Son économie rurale, ses paysages, ses savoir-faire, son environnement et son patrimoine culturel reconnus n'en demeurent pas moins vulnérables et menacés et c'est à ce titre que cette zone a été protégée,.

#### Réseau Natura 2000

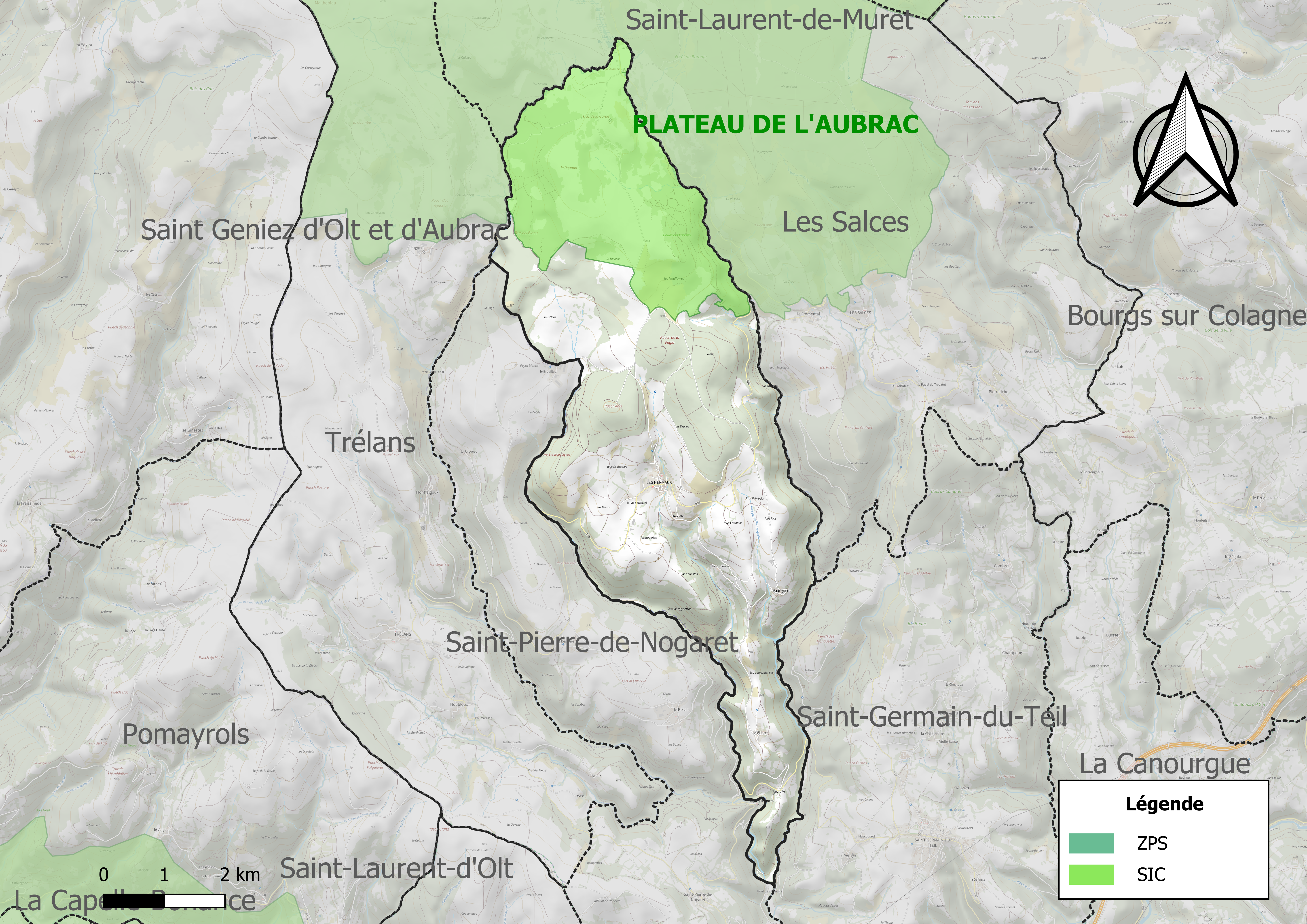
Site Natura 2000 sur le territoire communal.

Le réseau Natura 2000 est un réseau écologique européen de sites naturels d'intérêt écologique élaboré à partir des directives habitats et oiseaux, constitué de zones spéciales de conservation (ZSC) et de zones de protection spéciale (ZPS).
Un site Natura 2000 a été défini sur la commune au titre de la directive habitats : le « plateau de l'Aubrac », d'une superficie de 25 475 ha, un site comportant un grand nombre de tourbières abritant une flore très spécialisée : plantes carnivores, linaigrettes, et certaines espèces relictes des dernières glaciations comme la Ligulaire de Sibérie.

#### Zones naturelles d'intérêt écologique, faunistique et floristique
L’inventaire des zones naturelles d'intérêt écologique, faunistique et floristique (ZNIEFF) a pour objectif de réaliser une couverture des zones les plus intéressantes sur le plan écologique, essentiellement dans la perspective d’améliorer la connaissance du patrimoine naturel national et de fournir aux différents décideurs un outil d’aide à la prise en compte de l’environnement dans l’aménagement du territoire.
Deux ZNIEFF de type 1 sont recensées sur la commune :
l'« étang et tourbières de Bonnecombe » (314 ha), couvrant 2 communes du département, et 
le « Moulin de Strugal » (5 ha), couvrant 2 communes du département
et deux ZNIEFF de type 2, : 
- le « contrefort sud de l'Aubrac » (14 299 ha), couvrant 10 communes du département[19] ;
- le « plateau de l'Aubrac lozérien » (28 285 ha), couvrant 18 communes dont une dans le Cantal et 17 dans la Lozère[20].

Cartes des ZNIEFF de type 1 et 2 aux Hermaux.
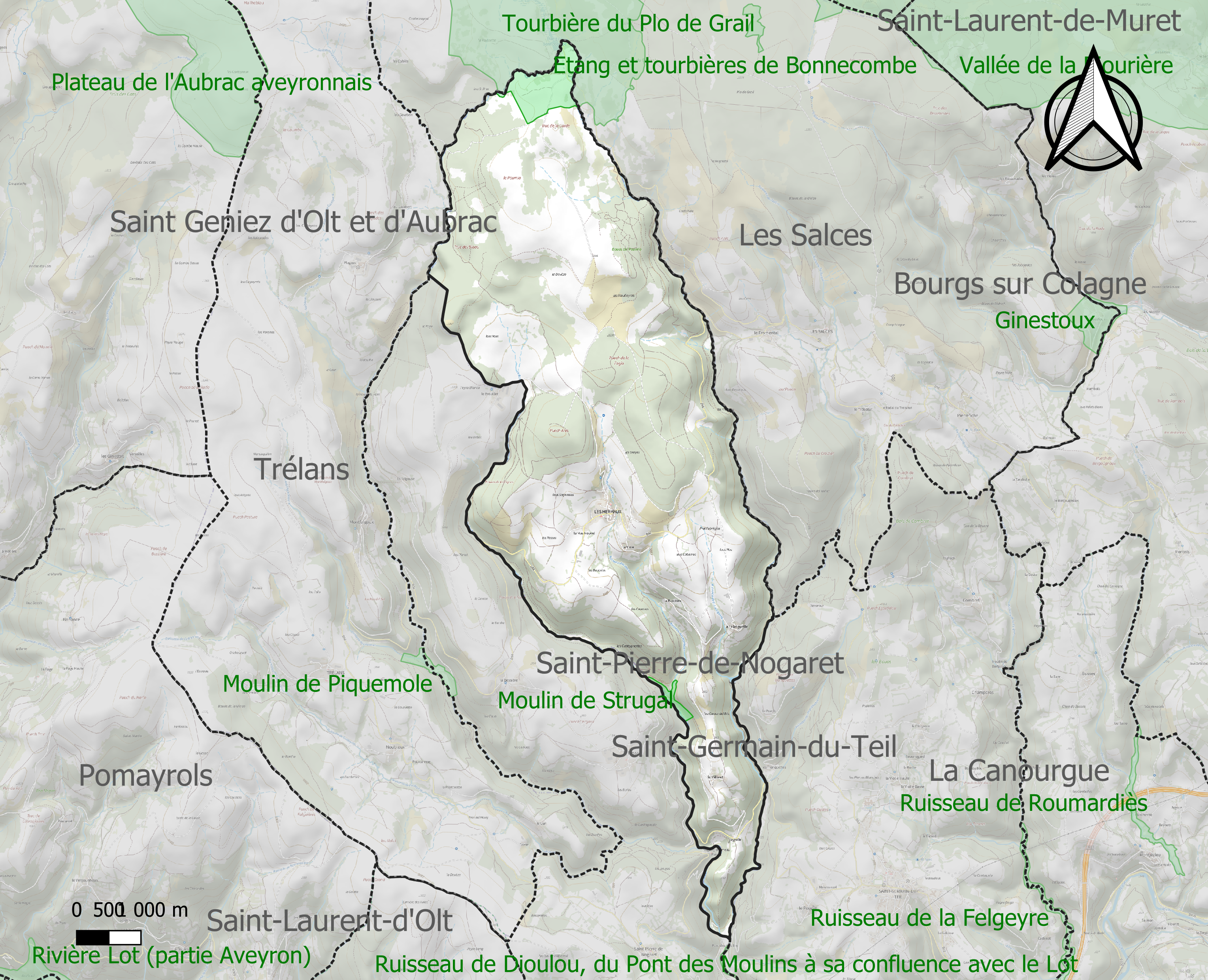
Carte des ZNIEFF de type 1 sur la commune.
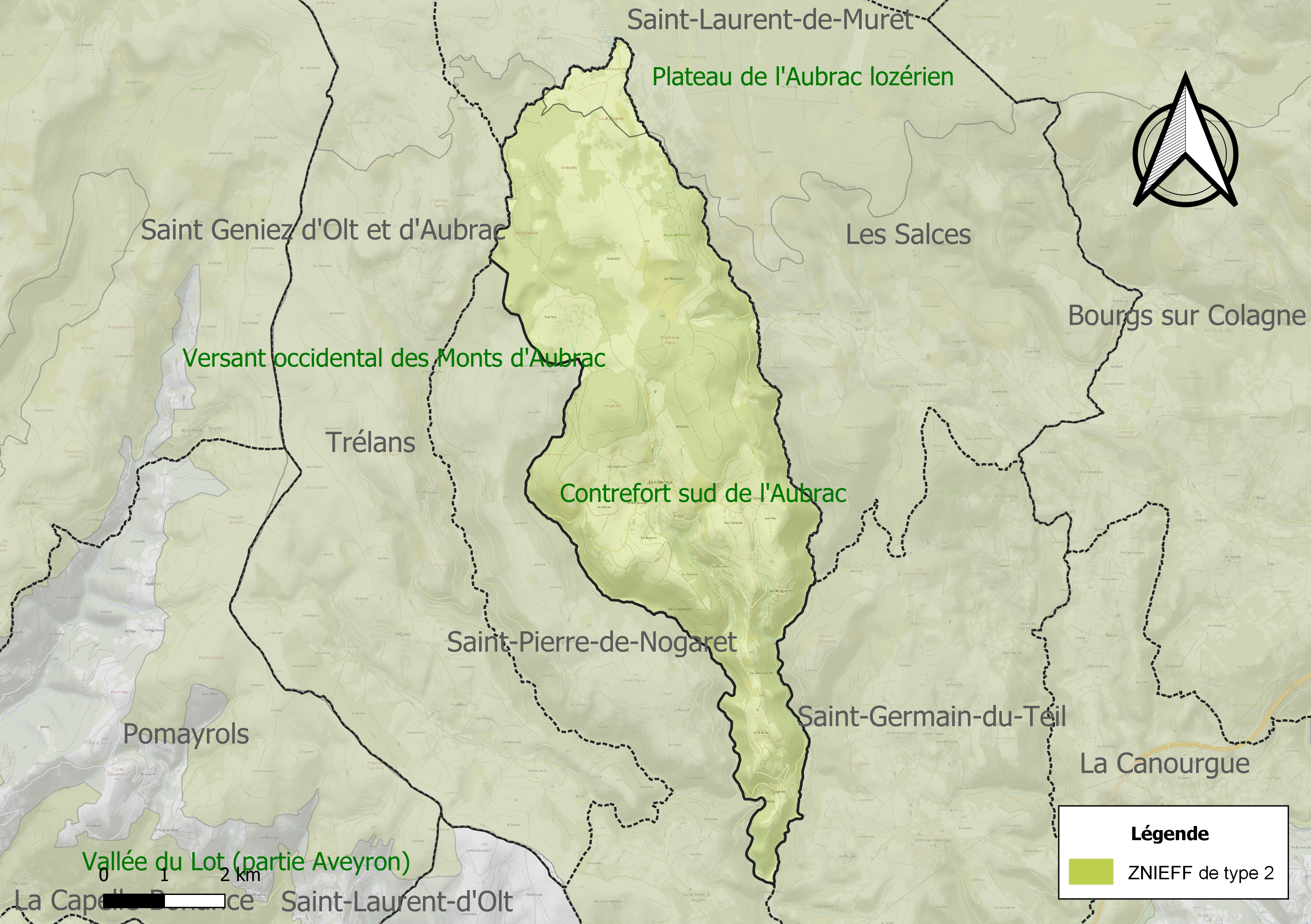
Carte des ZNIEFF de type 2 sur la commune.

## Urbanisme

### Typologie
Au 1er janvier 2024, Les Hermaux sont catégorisés commune rurale à habitat dispersé, selon la nouvelle grille communale de densité à sept niveaux définie par l'Insee en 2022.
Elle est située hors unité urbaine et hors attraction des villes,.

### Occupation des sols
L'occupation des sols de la commune, telle qu'elle ressort de la base de données européenne d’occupation biophysique des sols Corine Land Cover (CLC), est marquée par l'importance des forêts et milieux semi-naturels (74,5 % en 2018), en diminution par rapport à 1990 (78,1 %). La répartition détaillée en 2018 est la suivante : 
forêts (53,4 %), milieux à végétation arbustive et/ou herbacée (21,1 %), prairies (16,2 %), zones agricoles hétérogènes (9,4 %). L'évolution de l’occupation des sols de la commune et de ses infrastructures peut être observée sur les différentes représentations cartographiques du territoire : la carte de Cassini (XVIIIe siècle), la carte d'état-major (1820-1866) et les cartes ou photos aériennes de l'IGN pour la période actuelle (1950 à aujourd'hui).

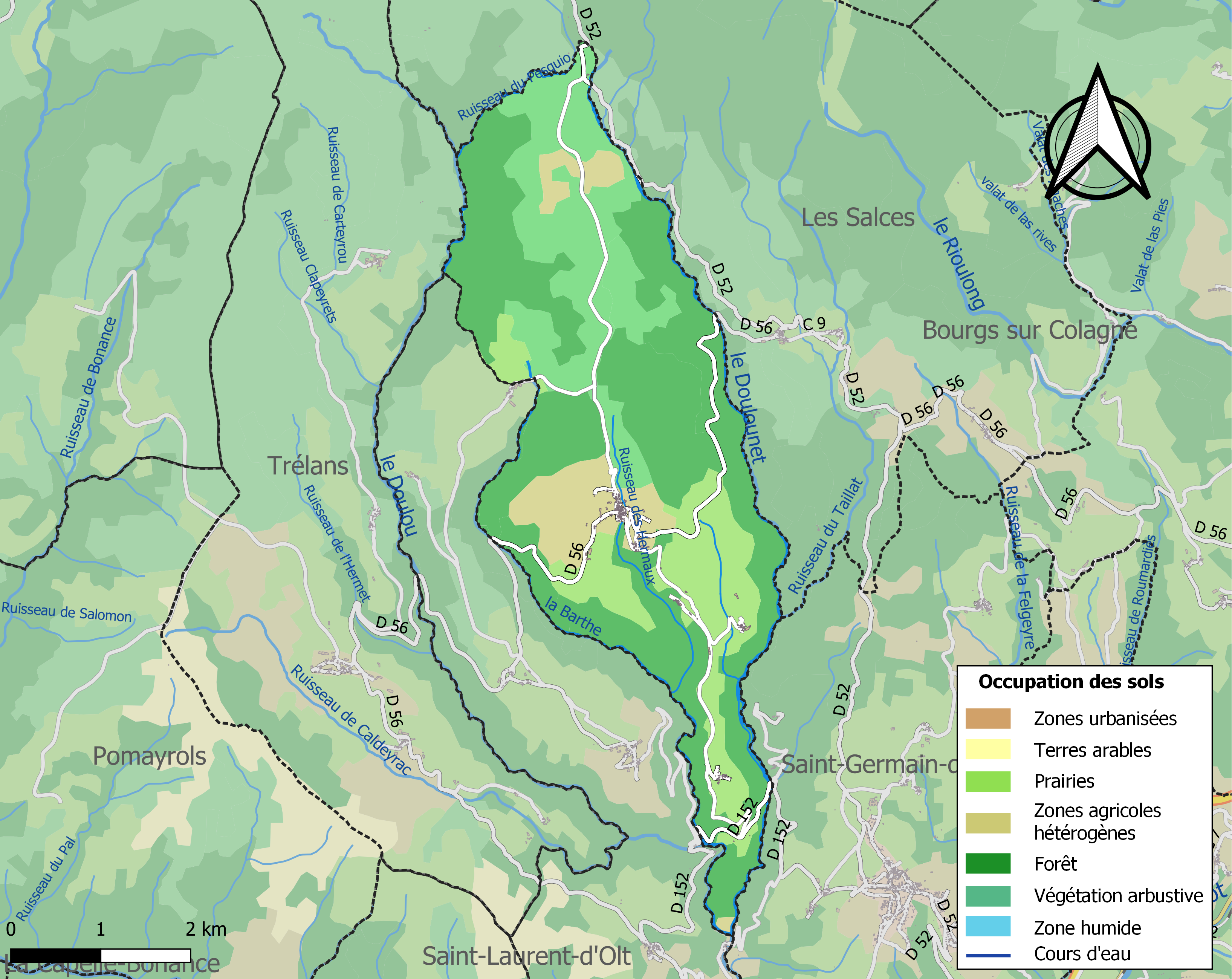
Carte des infrastructures et de l'occupation des sols de la commune en 2018 (CLC).

### Risques majeurs
Le territoire de la commune des Hermaux est vulnérable à différents aléas naturels : météorologiques (tempête, orage, neige, grand froid, canicule ou sécheresse), feux de forêts, mouvements de terrains et séisme (sismicité faible). Il est également exposé à un risque particulier : le risque de radon. Un site publié par le BRGM permet d'évaluer simplement et rapidement les risques d'un bien localisé soit par son adresse soit par le numéro de sa parcelle.

#### Risques naturels
Les Hermaux sont exposés au risque de feu de forêt. Un plan départemental de protection des forêts contre les incendies (PDPFCI) a été approuvé en décembre 2014 pour la période 2014-2023. Les mesures individuelles de prévention contre les incendies sont précisées par divers arrêtés préfectoraux et s’appliquent dans les zones exposées aux incendies de forêt et à moins de 200 mètres de celles-ci. L’arrêté du 23 mars 2018, complété par un arrêté de 2020, réglemente l'emploi du feu en interdisant notamment d’apporter du feu, de fumer et de jeter des mégots de cigarette dans les espaces sensibles et sur les voies qui les traversent sous peine de sanctions. L'arrêté du 23 août 2021, abrogeant un arrêté de 2002, rend le débroussaillement obligatoire, incombant au propriétaire ou ayant droit,,.

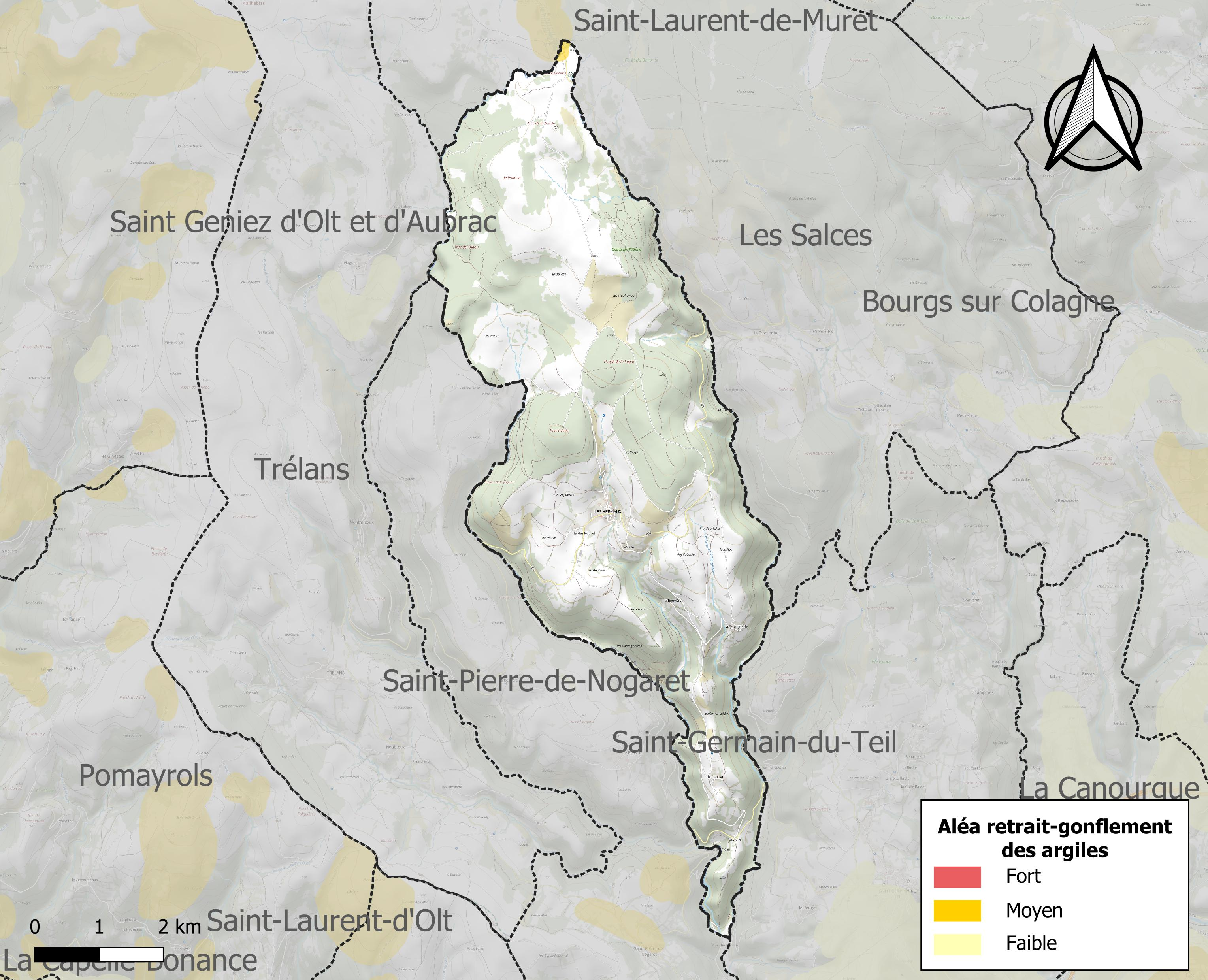
Carte des zones d'aléa retrait-gonflement des sols argileux des Hermaux.

Les mouvements de terrains susceptibles de se produire sur la commune sont des éboulements, chutes de pierres et de blocs et des glissements de terrain.
Le retrait-gonflement des sols argileux est susceptible d'engendrer des dommages importants aux bâtiments en cas d’alternance de périodes de sécheresse et de pluie. 0,1 % de la superficie communale est en aléa moyen ou fort (15,8 % au niveau départemental et 48,5 % au niveau national). Sur les 118 bâtiments dénombrés sur la commune en 2019,  aucun n'est en aléa moyen ou fort, à comparer aux 14 % au niveau départemental et 54 % au niveau national. Une cartographie de l'exposition du territoire national au retrait gonflement des sols argileux est disponible sur le site du BRGM,.
Par ailleurs, afin de mieux appréhender le risque d’affaissement de terrain, l'inventaire national des cavités souterraines permet de localiser celles situées sur la commune.
La commune a été reconnue en état de catastrophe naturelle au titre des dommages causés par les inondations et coulées de boue survenues en 1982. 

#### Risque particulier
Dans plusieurs parties du territoire national, le radon, accumulé dans certains logements ou autres locaux, peut constituer une source significative d’exposition de la population aux rayonnements ionisants. Certaines communes du département sont concernées par le risque radon à un niveau plus ou moins élevé. Selon la classification de 2018, la commune des Hermaux est classée en zone 3, à savoir zone à potentiel radon significatif.

## Toponymie
Toponyme dérivé du mot gaulois erm avec le suffixe –al au pluriel. Le latin classique utilisait un mot hérité du grec eremus pour désigner le désert, la solitude. Eremus a gardé ce sens de désert, de solitude, d’ermitage, mais, parallèlement, est apparu le sens rural de « lande stérile », en bas latin herma terra. Le latin chrétien a emprunté au grec le terme « ermite », « celui qui vit dans la solitude ».

## Histoire
La commune organise chaque année la transhumance au col de Bonnecombe, le dimanche précédant le 25 mai.

## Politique et administration

### Découpage territorial
La commune des Hermaux est membre de la communauté de communes Aubrac Lot Causses Tarn, un établissement public de coopération intercommunale (EPCI) à fiscalité propre créé le 30 novembre 2016 dont le siège est à La Canourgue. Ce dernier est par ailleurs membre d'autres groupements intercommunaux.
Sur le plan administratif, elle est rattachée à l'arrondissement de Mende, à la circonscription administrative de l'État de la Lozère et à la région Occitanie.
Sur le plan électoral, elle dépend du canton de Peyre en Aubrac pour l'élection des conseillers départementaux, depuis le redécoupage cantonal de 2014 entré en vigueur en 2015, et de la circonscription de la Lozère  pour les élections législatives, depuis le dernier découpage électoral de 2010.

### Liste des maires
| Période      | Période     | Identité                                  | Étiquette | Qualité     |
| ------------ | ----------- | ----------------------------------------- | --------- | ----------- |
| 1790         | 1793        | Jean Gély Baptiste Ségala Joseph Vaissade |           |             |
| 23 juin 1793 | 4 mars 1796 | Pierre Aldebert                           |           |             |
| 1800         | 1832        | Jean Baptiste Gély                        |           |             |
| 1832         | 1838        | Jean-Joseph Grousset (1801-1887)          |           | Instituteur |
| 1838         | 1847        | François Préget                           |           |             |
| 1848         | 1854        | Jean Baptiste Ségala                      |           |             |
| mars 1854    | 1865        | Jean-Joseph Grousset (1801-1887)          |           | Instituteur |
| mars 1877    | 1890        | Jean-Joseph Grousset (1848-1913)          |           |             |
| 1890         | mai 1896    | Benoît Gely (Décédé durant son mandat)    |           |             |
| 1896         |             | Pierre Belot                              |           | Cultivateur |
| 1900         | 1904        | Prosper Belot                             |           | Cultivateur |
| 1959         | 1989        | Joseph Rodier                             |           |             |
| 1989         | 2008        | André Vayssier                            | DVD       |             |
| 2008         | 2014        | Jean-Louis Gély                           |           |             |
| 2014         | En cours    | Guy Reversat                              | DVG       |             |

## Démographie
L'évolution du nombre d'habitants est connue à travers les recensements de la population effectués dans la commune depuis 1793. Pour les communes de moins de 10 000 habitants, une enquête de recensement portant sur toute la population est réalisée tous les cinq ans, les populations de référence des années intermédiaires étant quant à elles estimées par interpolation ou extrapolation. Pour la commune, le premier recensement exhaustif entrant dans le cadre du nouveau dispositif a été réalisé en 2007.

En 2022, la commune comptait 103 habitants, en évolution de +0,98 % par rapport à 2016 (Lozère : +0,11 %, France hors Mayotte : +2,11 %).
| 1793 | 1800 | 1806 | 1821 | 1831 | 1836 | 1841 | 1846 | 1851 |
| ---- | ---- | ---- | ---- | ---- | ---- | ---- | ---- | ---- |
| 500  | 410  | 590  | 633  | 669  | 619  | 649  | 686  | 678  |

| 1856 | 1861 | 1866 | 1872 | 1876 | 1881 | 1886 | 1891 | 1896 |
| ---- | ---- | ---- | ---- | ---- | ---- | ---- | ---- | ---- |
| 601  | 611  | 594  | 584  | 623  | 652  | 596  | 624  | 580  |

| 1901 | 1906 | 1911 | 1921 | 1926 | 1931 | 1936 | 1946 | 1954 |
| ---- | ---- | ---- | ---- | ---- | ---- | ---- | ---- | ---- |
| 557  | 553  | 422  | 348  | 341  | 309  | 301  | 241  | 216  |

| 1962 | 1968 | 1975 | 1982 | 1990 | 1999 | 2006 | 2007 | 2012 |
| ---- | ---- | ---- | ---- | ---- | ---- | ---- | ---- | ---- |
| 203  | 181  | 164  | 147  | 111  | 111  | 116  | 117  | 113  |

| 2017 | 2022 | - | - | - | - | - | - | - |
| ---- | ---- | - | - | - | - | - | - | - |
| 99   | 103  | - | - | - | - | - | - | - |

## Économie

### Emploi
|                | 2008  | 2013  | 2018  |
| -------------- | ----- | ----- | ----- |
| Commune        | 5,6 % | 9 %   | 1,6 % |
| Département    | 5 %   | 6,4 % | 7,1 % |
| France entière | 8,3 % | 10 %  | 10 %  |

En 2018, la population âgée de 15 à 64 ans s'élève à 62 personnes, parmi lesquelles on compte 61,9 % d'actifs (60,3 % ayant un emploi et 1,6 % de chômeurs) et 38,1 % d'inactifs,. En  2018, le taux de chômage communal (au sens du recensement) des 15-64 ans est inférieur à celui de la France et département, alors qu'en 2008 il était supérieur à celui du département et inférieur à celui de la France.
La commune est hors attraction des villes,. Elle compte 17 emplois en 2018, contre 22 en 2013 et 28 en 2008. Le nombre d'actifs ayant un emploi résidant dans la commune est de 37, soit un indicateur de concentration d'emploi de 45,2 % et un taux d'activité parmi les 15 ans ou plus de 41,9 %.
Sur ces 37 actifs de 15 ans ou plus ayant un emploi, 13 travaillent dans la commune, soit 34 % des habitants. Pour se rendre au travail, 81,6 % des habitants utilisent un véhicule personnel ou de fonction à quatre roues, 10,5 % s'y rendent en deux-roues, à vélo ou à pied et 7,9 % n'ont pas besoin de transport (travail au domicile).

## Culture locale et patrimoine

### Lieux et monuments
- Église Sainte-Madeleine des Hermaux.

### Les Hermaux au cinéma
- Le film Un roi sans divertissement de François Leterrier a été tourné dans le village en février 1963[36]. Il a reçu le Grand prix du cinéma français.
- Le cinéaste et ethnologue Jean-Dominique Lajoux a réalisé en 1967 un court-métrage intitulé Le forgeron des Hermaux, portrait de Jules Cabassut (1900-1983)[37], ancien forgeron du village[38].